# Réduction de la pauvreté

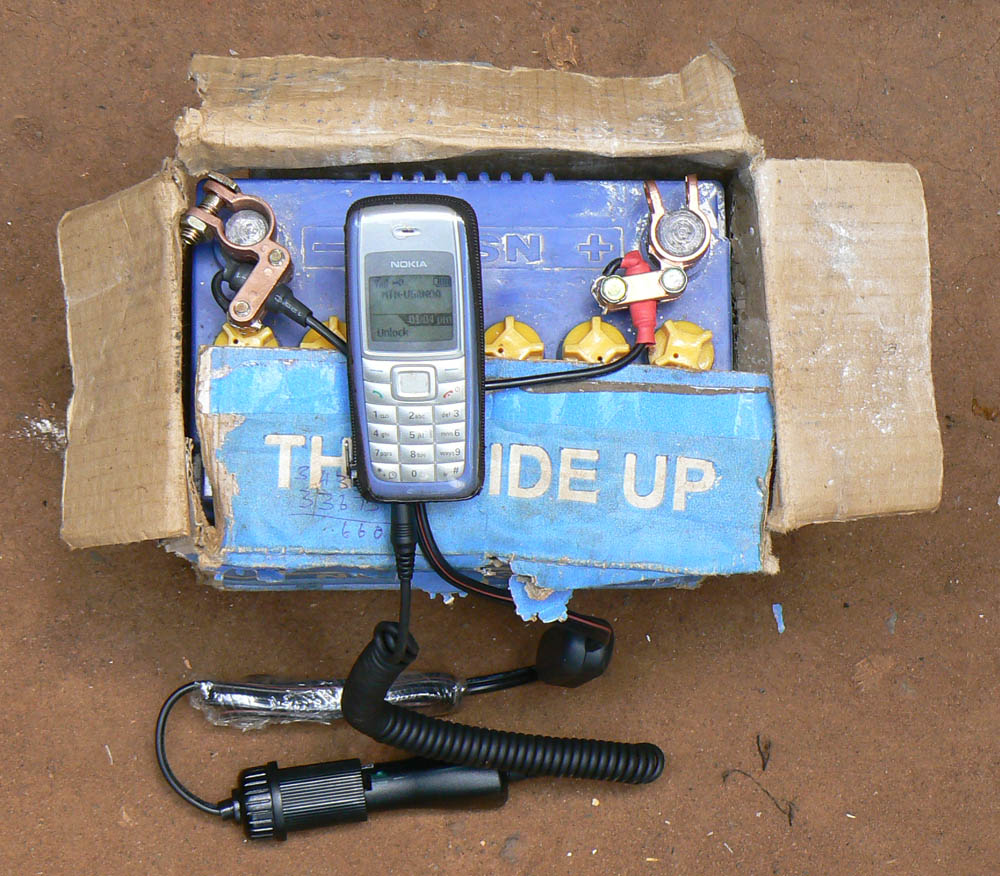
Les technologies de l’information et de la communication au service du développement contribuent à lutter contre la pauvreté. Un téléphone portable chargé à partir d’une batterie de voiture en Ouganda.

La réduction de la pauvreté, la lutte contre la pauvreté, l'atténuation de la pauvreté ou l'allègement de la pauvreté sont un ensemble de mesures, à la fois économiques et humanitaires, destinées à sortir définitivement les gens de la pauvreté.
Certaines mesures, telles que celles préconisées par Henry George dans son ouvrage économique classique Progrès et Pauvreté , sont celles qui développent, ou visent à développer, les moyens par lesquels les pauvres peuvent créer des richesses pour eux-mêmes afin de mettre fin à la pauvreté de manière définitive. Dans les temps modernes, divers économistes du mouvement georgiste ont proposé des mesures telles que l'impôt sur la valeur foncière afin d'améliorer l'accès au monde naturel pour tous. La pauvreté existe aussi bien dans les pays en développement que dans les pays développés. Bien que la pauvreté soit beaucoup plus répandue dans les pays en développement, ces derniers prennent des mesures pour la réduire.

## Libéralisation économique
Les partisans de la libéralisation économique soutiennent qu'elle réduit la pauvreté. D'autres commentateurs affirment qu'en raison de la libéralisation économique, la pauvreté dans le monde augmente plutôt qu'elle ne diminue et que les données fournies par la Banque mondiale, selon lesquelles la pauvreté diminue, sont erronées,. Ils soutiennent également que l'extension de la protection des droits de propriété aux pauvres est l'une des stratégies de réduction de la pauvreté les plus importantes qu'une nation puisse mettre en œuvre. La garantie des droits de propriété sur la terre, l'actif le plus important pour la plupart des sociétés, est vitale pour leur liberté économique. La Banque mondiale conclut que l'augmentation des droits fonciers est "la clé de la réduction de la pauvreté", citant que les droits fonciers augmentent considérablement la richesse des pauvres, la doublant dans certains cas. On estime que la reconnaissance par l'État de la propriété des pauvres leur donnerait des biens d'une valeur 40 fois supérieure à toute l'aide étrangère apportée depuis 1945. Bien que les approches varient, la Banque mondiale a déclaré que les questions clés étaient la sécurité d'occupation et la garantie que les transactions foncières étaient peu coûteuses. En Chine et en Inde, les réductions notables de la pauvreté au cours des dernières décennies sont principalement dues à l'abandon de l'agriculture collective en Chine et à la réduction de la bureaucratie gouvernementale en Inde.

### Impact sur la libéralisation économique
L’impact de la libéralisation économique sur la pauvreté est complexe. D’une part, elle peut stimuler l’investissement et l’innovation, conduisant à une croissance économique qui profite à l’ensemble de la société. D’autre part, elle peut aussi mener à une concentration des richesses et à une précarisation de certains secteurs de la population. La Banque mondiale et d’autres institutions financières internationales ont souvent promu la libéralisation comme moyen de réduire la pauvreté, mais les résultats sont mitigés et dépendent fortement des mesures d’accompagnement social et économique mises en place.

## Objectifs de Développement Durable (ODD)
Les objectifs de développement durable, adoptés par l'Organisation des Nations unies en 2015, visent à éliminer la pauvreté sous toutes ses formes d’ici 2030. L’ODD 1 cible spécifiquement l’élimination de l’extrême pauvreté, définie comme vivre avec moins de 2,15 dollars par jour. Malgré des progrès notables au cours des dernières décennies, la pandémie de COVID-19 a inversé cette tendance, augmentant le nombre de personnes vivant dans l’extrême pauvreté.

## Défis et Perspéctives
Les défis pour réduire la pauvreté sont nombreux et comprennent la création d’emplois décents, l’accès à l’éducation et aux soins de santé, et la mise en place de systèmes de protection sociale universels. L'urgence sanitaire mondiale a souligné l’importance de ces systèmes, mais aussi leur insuffisance dans de nombreuses régions du monde.

### Impact dû à la pandémie de COVID-19
En conséquence du Covid-19, les taux de pauvreté ont augmenté pour atteindre entre 75 et 95 millions de personnes souffrant d'extrême pauvreté entre la période pré-pandémique et 2022. Cette augmentation plus importante des taux de pauvreté peut se refléter dans l'augmentation du chômage et de la productivité du travail causée par la pandémie. La productivité mondiale du travail entre 200-2007 et 2011-2019, avec une différence de 0,9 %, aurait connu une baisse similaire entre 2019 et 2021 et un lent déclin depuis 2010. L'Organisation internationale du travail a estimé que le nombre de chômeurs dans le monde atteindra 33 millions en 2020, soit quatre fois plus qu'au moment de la crise financière mondiale de 2009. Selon l'Organisation mondiale de la santé, les pertes d'emploi pour les travailleurs peu qualifiés se sont élevées à 11 %, un taux beaucoup plus élevé que pour les travailleurs moyennement et hautement qualifiés, et 71 % des ménages à faible revenu ont eu au moins une personne au chômage ou ont dû fermer leur entreprise à cause de la pandémie (61 %).